# Senerchia
Senerchia község (comune) Olaszország Campania régiójában, Avellino megyében.

## Fekvése
A megye déli részén fekszik. Határai: Acerno, Campagna, Oliveto Citra, Valva és Calabritto.

## Története
Első említése a 9. századból származik. A következő századokban nemesi birtok volt. A 19. században nyerte el önállóságát, amikor a Nápolyi Királyságban felszámolták a feudalizmust.

## Népessége
A népesség számának alakulása:

## Főbb látnivalói
- Sant’Antonio-templom
- Madonna delle Grazie-kápolna